# 문화분석
문화분석(cultural analysis)이란 하나의 학문으로 예술, 인문학, 사회 과학, 특별히 민족지학 및 인류학 분야에서 질적 연구 방법을 사용에 근거하여 문화현상에 관한 자료를 수집하고 문화적 표현들과 행동들을 해석하여 결과적으로 자료 분석과 문화과정을 분석을 통하여 새로운 지식과 이해를 얻어내는 것이다. 이것은 문화내에 있는 경향, 영향, 및 효과를 이해하고 추적하는데 도움이 된다. 

## 사회학적 문화 분석의 4가지 주제들
1. 적응과 변화: 어떤 문화가 사용되고 발전되어 주변 환경에 얼마나 잘 적응하는가를 의미한다. 이것의 몇 가지 예는 주어진 문화가 어떻게 적응했는지 보여주는 음식, 도구, 집, 주변 환경, 예술 등이 있다. 또한 이 측면은 주어진 문화가 환경을 보다 수용적으로 만드는 방법을 보여 주는 것을 목표로 한다.
2. 문화생전 방법: 주어진 문화가 구성원들이 환경을 생존하는데 도움을 주는 방법이다.
3. 전체성과 특별성: 관찰을 하나의 수집에 넣고 일관된 방식으로 제시하는 능력이다.
4. 표현: 일상문화의 표현과 수행을 학습하는 것을 강조한다.

## 같이 보기
- 문화이론
- 문화연구